# KIF20A
KIF20A‏ (Kinesin family member 20A) هوَ بروتين يُشَفر بواسطة جين KIF20A في الإنسان.